# Војна историја САД у Другом светском рату
Војна историја САД у Другом светском рату покрива улогу нације као једну од главних савезника у њиховој победи над силама Осовине. Генерално се сматра да су Сједињене Државе ушле у сукоб изненадним нападом Јапана на Перл Харбор 7. децембра 1941. и да су изашле из њега предајом Јапана 2. септембра 1945. Током прве две године Другог светског рата, САД су задржале формалну неутралност, што је званично најављено у карантинском говору који је одржао председник Френклин Д. Рузвелт 1937. године. Иако су званично неутралне, САД су снабдевале Британију, Совјетски Савез и Кину ратним материјалом кроз Закона о зајму и најму који је потписан 11. марта 1941. и распоредио америчку војску да замени британске снаге стациониране на Исланду. Након Грировог инцидента 4. септембра 1941. у вези са немачком подморницом, Рузвелт је 11. септембра јавно потврдио наређење „пуцај на лицу места“, чиме је ефективно објавио поморски рат Немачкој и Италији у битку за Атлантик. На Пацифичком театру, било је незваничних раних америчких борбених активности као што су летећи тигрови.
Током рата, око 16.112.566 Американаца служило је у оружаним снагама Сједињених Држава, а 407.316 су били погинули и 671.278 рањени. Према америчком Министарству одбране, од 407.316 мртвих, око 250.000 је убијено на европском театру, а преосталих 160.000 је погинуло у рату на Пацифику. Ту је био и 130.201 амерички ратни заробљеник, од којих се 116.129 вратило кући након рата. Кључни цивилни саветници председника Рузвелта укључивали су војног секретара Хенрија Л. Стимсона, који је мобилисао националну индустрију и индукционе центре за снабдевање америчке војске, којом је командовао генерал Џорџ Маршал, и војног ваздухопловства под командом генерала Хенрија Х. Арнолда. Америчка морнарица, предвођена секретаром морнарице Франком Ноксом и адмиралом Ернестом Кингом, показала се аутономнијом. Свеукупне приоритете су поставили Рузвелт и Заједнички начелник штабова, којим је председавао Вилијам Лихи. Пораз нациста био је званични највиши приоритет САД према споразуму са Британијом; међутим, у пракси, САД су посветиле више ресурса Пацифику него Европи и Африци до 1944.
Адмирал Кинг је поставио адмирала Честера Нимица, са седиштем на Хавајима, задуженим за Пацифички рат против Јапана. Јапанска царска морнарица је имала предност, заузевши Филипине, као и британске и холандске поседе и претећи Аустралији. Међутим, у јуну 1942, јапански главни носачи су потопљени током битке код Мидвеја, а Американци су преузели иницијативу. Пацифички рат је постао један од скакања на острва, како би се ваздушне базе померале све ближе и ближе Јапану. Војска, са седиштем у Аустралији под генералом Дагласом Макартуром, непрестано је напредовала преко Нове Гвинеје до Филипина, са плановима за инвазију на јапанска матична острва крајем 1945. Са својом трговачком флотом коју су потопиле америчке подморнице, Јапан је остао без авионског бензина и мазута, пошто је америчка морнарица у јуну 1944. заузела острва у домету бомбардовања јапанских матичних острва. Стратешко бомбардовање у режији генерала Кертиса Лемеја уништило је све веће јапанске градове, пошто су САД заузеле Окинаву након великих губитака у пролеће 1945. Са атомским бомбардовањем Хирошиме и Нагасакија, совјетском инвазијом на Манџурију и неизбежном инвазијом на матична острва, Јапан се предао.
Рат у Европи укључивао је помоћ Британији, њеним савезницима и Совјетском Савезу, при чему су САД снабдевале муницијом све док не би припремиле инвазионе снаге. Америчке снаге су прво тестиране у ограниченом степену у кампањи у Тунису, а затим су у значајној мери ангажоване са британским снагама у Италији 1943–1945, где су америчке снаге, које су представљале око трећину распоређених савезничких снага, заглибиле након што се Италија предала и Немци преузели власт. Коначно, главна инвазија на Француску догодила се јуна 1944. под генералом Двајтом Д. Ајзенхауером. У међувремену, ваздушне снаге америчке војске и британско краљевско ваздухопловство ангажовале су се у бомбардовању немачких градова и систематски гађале немачке транспортне везе и фабрике синтетичке нафте, док су уништиле оно што је остало од Luftwaffe после битке за Британију 1945. Пошто је нападнута са свих страна, постало је јасно да ће Немачка изгубити рат. Берлин је пао у руке Совјета у мају 1945, а са Адолфом Хитлером мртвим од самоубиства, Немци су се предали.
Амерички победнички војни напор снажно су подржавали цивили на домаћем фронту, који су обезбедили војно особље, муницију, новац и морал за вођење рата до победе. Други светски рат коштао је Сједињене Државе процењених 296 милијарди долара у доларима из 1945. године, а највећи војни расходи су чинили 38% националног БДП-а 1945. године.